# 绍德奈
绍德奈（法語：Chaudenay，法語發音：[ʃodnɛ]）是法国索恩-卢瓦尔省的一个市镇，属于索恩河畔沙隆区。

## 地理
绍德奈（46°54'53"N, 4°47'33"E）面积8.17 平方千米，位于法国勃艮第-弗朗什-孔泰大區索恩-卢瓦尔省，该省份为法国中部省份，北起顺时针与科多尔省、汝拉省、安省、罗讷省、卢瓦尔省、阿列省和涅夫勒省接壤。
与绍德奈接壤的市镇（或旧市镇、城区）包括：埃巴蒂、科尔塞勒莱萨尔、科尔波、沙尼、德米尼。

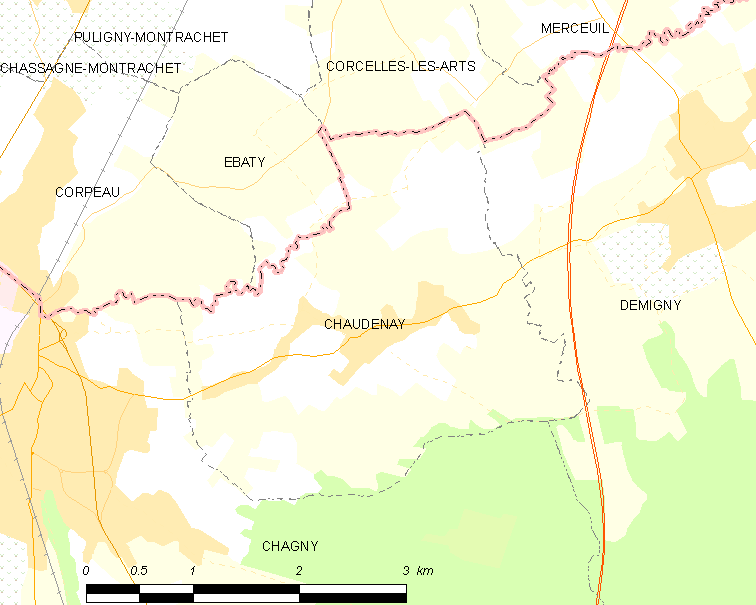
绍德奈的OSM定位图

绍德奈的时区为UTC+01:00、UTC+02:00（夏令时）。

## 行政
绍德奈的邮政编码为71150，INSEE市镇编码为71119。

## 政治
绍德奈所属的省级选区为沙尼县。

## 人口

1962-2008年间绍德奈人口变化图示

绍德奈于2022年1月1日时的人口数量为1124人。